# تياندوشنغ
تياندوشنغ (بالصينية: 天 都城) هو عقار سكني في ضواحي مدينة هانغتشو بمقاطعة تشجيانغ، الصين.

## التاريخ

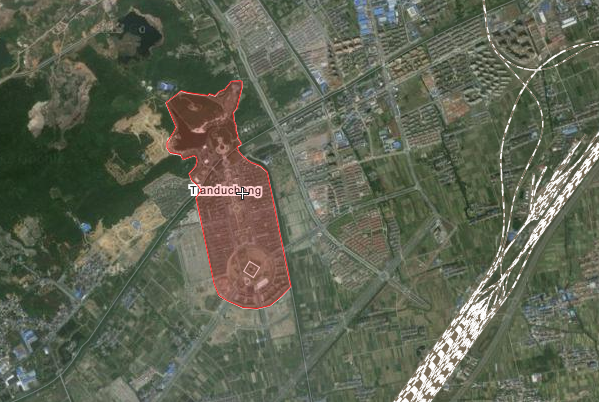
منظر جوي لتياندوشنغ

بدأ البناء في تياندوشنغ حوالي عام 2007. وتتمثل ميزتها الرئيسية في نسخة طبق الأصل لمدينة باريس حيث تضم برج إيفل بطول بطول 108 متر و31 كيلومتر مربع (12 ميل2) من المباني ذات الطراز الفراني والنوافير والمسطحات الخضراء، كذلك يوجد بها حي الشانزليزيه. المدينة فتحت في 2007 ويمكنها أن تستوعب أكثر من 10,000 نسمة.  

## التركيبة السكانية
كان من المقرر أن تكون مدينة تضم حوالي 10,000 نسمة. يقدر عدد السكان الحالي في تياندوشنغ حوالي 2,000 نسمة وكثير منهم يعملون في المنتزة ذو الطابع الفرنسي. 